# Curt Liebmann
Pour les articles homonymes, voir Liebmann.
Curt Liebmann, né le 29 janvier 1881 à Cobourg et mort le 2 juillet 1960 à Holzminden, est un General der Infanterie allemand.

## Biographie
Il est le fils du général prussien Konrad Liebmann.
En mars 1899, il rejoint comme lieutenant le 88e régiment d'infanterie à Mayence. En 1901, il est transféré au 90e régiment de fusiliers (de) à Rostock. De 1906 à 1909 il étudie à l'Académie militaire et est nommé capitaine en 1913. Au cours de la Première Guerre mondiale il sert dans divers régiments.
Après la guerre, il est transféré au ministère de la Défense, où il devient entre 1924 et 1928 chef du département de la statistique. Il commande ensuite le 5e régiment d'infanterie à Stettin, il est promu général en 1929. En 1931, il commande la 5e division dans le district militaire de Stuttgart.
Le 3 février, 1933 quatre jours après sa nomination à titre de chancelier, Adolf Hitler rencontrent dans sa résidence officielle, les hauts gradés de l'Armée, entre autres, les sept commandants militaires de district, dont Liebmann, ce dernier prend des notes manuscrites de la rencontre. Les dossiers personnels originaux de Liebmann sont aujourd'hui conservés à l'Institut d'histoire contemporaine de Munich. Ils contiennent des notes entre 1930 à 1935, ses souvenirs personnels. Les notes du discours prononcé par Hitler le 3 février 1933 sont présentes, elles ne donnent que les principaux points du discours de Hitler.
Après la mort du président Paul von Hindenburg et la nomination de Hitler comme commandant suprême des forces armées en été 1934, Liebmann est considéré comme trop conservateur et il est resté pendant un an sans fonction. En octobre 1935, il est nommé général d'infanterie à l'Académie militaire de Berlin, il travaille jusqu'au printemps de 1939 et le 30 avril il est mis à la retraite.
Avec la mobilisation du 25 août 1939, Liebmann est réactivé et nommé commandant de la 5e armée, qui était en poste dans le cadre du groupe d'armées C du général Wilhelm von Leeb. Après la campagne de Pologne, il est libéré de l'armée à sa demande. 
À la fin de la guerre en 1945, Curt Liebmann est arrêté par les Britanniques, il est libéré 1947.

### Sources et bibliographie
- Dermot Bradley (Hrsg.), Markus Brockmann, Karl Friedrich Hildebrand: Die Generale des Heeres 1921–1945. Die militärischen Werdegänge der Generale, sowie der Ärzte, Veterninäre, Intendanten, Richter und Ministerialbeamten im Generalsrang. Band 7: Knabe-Luz. Biblio Verlag, Bissendorf 2004, S. 517f.